# IC 1755
IC 1755 ist eine Spiralgalaxie vom Hubble-Typ Sa im Sternbild Widder. Es ist schätzungsweise 358 Millionen Lichtjahre von der Milchstraße entfernt.
Entdeckt wurde das Objekt am 17. Januar 1896 von Stéphane Javelle.